# الميناء الغربي (ماليزيا)
الميناء الغربي هي محطة شحن متعددة تقع في بولاو إنداه، بورت كلانج، ماليزيا والتي يمكن الوصول إليها عن طريق البر عبر طريق بولاو إنداه السريع، المتصل بطريق كيساس السريع. في الأول من أكتوبر 2013، تم ربط جزيرة إنداه مباشرة بالعاصمة الإدارية الماليزية بوتراجايا عبر طريق جنوب وادي كلانج السريع.
كما يعتبر الميناء الأول في ماليزيا الذي يمتلك نظام تشغيل آلي بالكامل ويتعامل مع جميع أنواع الشحنات في الحاويات والبضائع السائبة والبضائع الجافة والبضائع السائلة والمركبات (الدحرجة) وغيرها من الشحنات التقليدية. يقع الميناء على طول مضيق ملقا، ويشار إليه مجتمعًا باسم ميناء كلانج، ليصبح الميناء البحري الثامن عشر الأكثر ازدحامًا في العالم. روبين جنانالينجهام هو الرئيس التنفيذي للشركة.
نال عام 2010 جائزة مؤتمر تنمية الموارد البشرية في آسيا لشهر يوليو.

## تاريخه
أثناء خصخصة حكومة ماليزيا في أوائل تسعينيات القرن العشرين، تم تقسيم ميناء كلانج إلى 3 محطات تُعرف الآن باسم الميناء الشمالي، والميناء الجنوبي، والميناء الغربي. تم منح الميناء، أحدث المحطات الخاصة الثلاثة، امتيازًا لمدة 30 عامًا مع خيار إضافي لمدة 30 عامًا من قبل الحكومة بمبلغ 3 مليار رينغيت ماليزي. بدأت عملياتها في سبتمبر 1994 على نطاق أصغر قبل التوسع لاحقًا.
بدأت كشركة في عام 1994،وعام 1997 عرفت باسم الميناء الغربي، ولعبت محطة الميناء البحري دورًا رائدًا في جهود ماليزيا لتوفير التخزين والتزود بالوقود ومناولة البضائع وغيرها من المرافق ذات الصلة بالموانئ والتي تضيف إلى أهمية ماليزيا كحلقة وصل في التجارة البحرية العالمية. يستهدف الميناء الغربي مجتمع الشحن الهندي، ويشجعهم على اختياره بدلاً من سنغافورة كمركز للشحن في آسيا.
بدأت أولى محطاتها الطرفية عملياتها في مارس 1996، ومن المتوقع افتتاح المحطة الثانية في يونيو والثالثة في ديسمبر. كانت الحاوية الأولى تحتوي على ثلاثة أرصفة في 600 متر، بينما كانت الحاوية الثالثة تحتوي على ستة أرصفة. من المقرر أن تحتوي جميع المحطات الثلاث على 19 رصيفًا، ومن المتوقع أن يصل العدد في نهاية المطاف إلى 32 رصيفًا عند تطويرها بالكامل.
تم إطلاق الميناء في 10 سبتمبر 1996، بهدف الوصول إلى 3 ملايين حاوية نمطية بحلول عام 2000، والهدف هو أن يكون من بين أكبر 10 موانئ في العالم. بدأت العديد من مشاريع التطوير في الميناء التي كان من المخطط أن تكون جاهزة بحلول عام 2000 في عام 1994 وتم الانتهاء منها قبل وقت قصير من الأزمة المالية الآسيوية عام 199. تعاملت شركة الميناء الغربي مع 120 ألف وحدة مكافئة لعشرين قدمًا في عام 1997.
بحلول عام 1998، أصبح ميناء الحاويات الأسرع نموًا في ماليزيا، بفضل توصية الحكومة للشاحنين باستخدام الموانئ المحلية والتوافر المستمر للصناديق الفارغة في الميناء. كما تعامل مع 162 ألف حاوية نمطية مكافئة لعشرين قدمًا بين يناير ويونيو 1998، مقارنة بـ 38 ألف حاوية نمطية مكافئة لعشرين قدمًا خلال نفس الفترة من العام السابق. مع ذلك، كان أداء الميناءين الآخرين، الشمالي والجنوبي، أضعف.
في أبريل 1998، أطلقت شركة الميناء خدمة التغذية الخاصة بها لدعم مشغلي الخطوط الرئيسية وشركات النقل المشتركة غير العاملة بالسفن والتي تستخدم المحطة. كان أحد طرقهم هو من بينانغ إلى الميناء الغربي ومن باسير جودانج إلى الميناء الغربي.
في وقت ما من عام 1998، بدأت الشركة في إضافة محطة وساحة حاويات إضافية.
بدأ تشغيل خط أحادي المسار بطول 11.2 كيلومتر يربط بين الميناء ومحطة بورت كلانج في 9 ديسمبر 1998، بتكلفة 383 مليون رينجيت ماليزي. من خلال استخدام القطارات الكبيرة لنقل المواد اللوجستية على طول خط السكة الحديدية، سيتم تشغيل الخط أربع مرات في اليوم. ستبلغ سعة كل قطار 60 حاوية نمطية. سيكون المسار قادرًا على حمل 14 قطارًا يوميًا.
تقع شركة الميناء الغربي على جزيرة بولاو إنداه (بولاو لوموت سابقًا)، وقد قامت بتحويل المستنقعات والرمال الطبيعية في الجزيرة إلى محطة ميناء بحري متعدد البضائع. بفضل طول الرصيف الحالي البالغ 3.2 كيلومتر، والذي يتضمن 5 محطات حاويات، تستطيع الشركة اليوم التعامل مع ما يصل إلى 7.5 مليون حاوية نمطية سنوياً، مع إمكانية التوسع إلى 4 محطات حاويات أخرى مما يعطي قدرة إجمالية تبلغ 15 مليون حاوية نمطية.

## خدمات الميناء

##### الحاويات
تشكل عمليات الحاويات النشاط الأساسي لشركة الميناء.

##### محطة الحاويات
- طول الرصيف 11 رصيف (عمق 16 متر)| 3200 متر.
- تبلغ مساحة المحطة 280 أكر (110 هكتار) من إجمالي المساحة المبنية البالغة 1,350 أكر (550 هكتار) | 7.2 مليون حاوية نمطية مكافئة لعشرين قدمًا سنويًا.

##### المعدات
- 56 رافعة رصيف (كيبك).
- 214 رافعات جسرية ذات إطارات مطاطية.
- 273 محرك رئيسي.
- 25 مكدس الوصول.
- 1,236 نقطة تبريد (ثلاجات).
- 25,036 إجمالي المساحات الأرضية.